# Styphelia tameiameiae
Espèce
Classification phylogénétique
Styphelia tameiameiae est une espèce de plantes à fleurs de la famille des Epacridaceae selon la classification classique, ou de celle des  Ericaceae selon la classification phylogénétique.
Cette plante arbustive vivace croît notamment à Hawaii.

## Synonyme
- Cyathodes tameiameiae Cham. & Schltdl.